# Södermanlands runinskrifter 11
Södermanlands runinskrifter 11, förkortat Runinskrift Sö 11, är en runsten som står vid Gryts kyrka i Gryts socken och Gnesta kommun i Södermanland. Stenen är utsmyckad med två yngre runormar.

## Historia

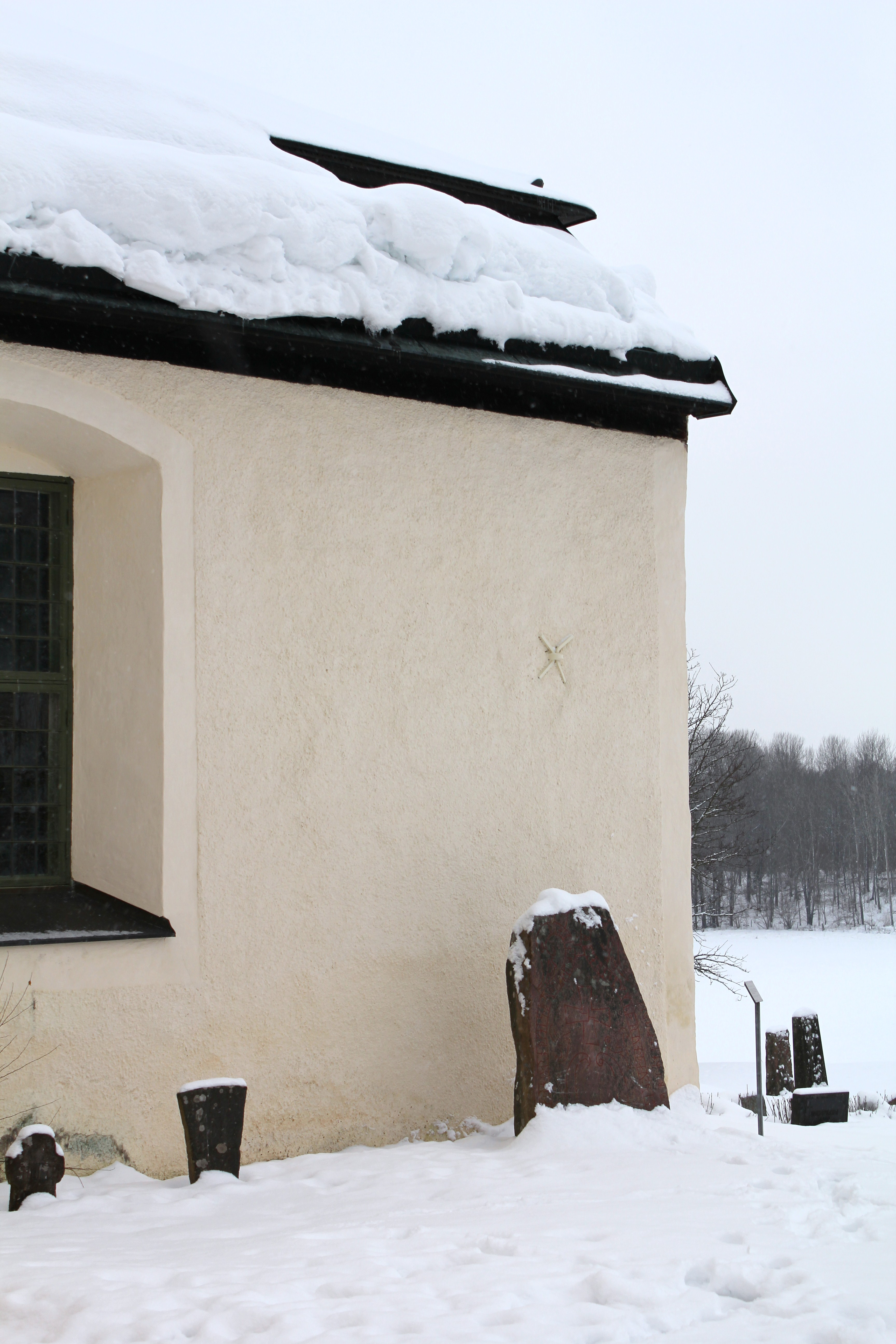
Stenen vid den södra utbyggnadens västra vägg.

Stenens runstensstil är en blandning av Ringerike- och Urnesstil och bör baserat på detta vara rest under mitten av 1000-talet i närområdet till Gryts kyrka. Ristningen är signerad av runmästaren Öpir men stenens linjeföring är avsevärt annorlunda än stilen på hans övriga skapelser.
På 1600-talet var stenen inlagd som tröskel i det medeltida vapenhuset till Gryts kyrka, vilket varade fram tills detta revs 1776. Därefter var den placerad vid "nykyrkans västvägg" som numera är den södra utbyggnadens västra vägg.

## Motiv
Stenen är ornerad med två profilerade yngre runormar i en blandning av yngre Ringerikestil (Pr2) och äldre Urnesstil (Pr3) vilka är bundna i basen och innesluter ett enkelt flätat kors och två stycken trearmade virvlar (förslagsvis odens horn), samt två stycken fyrkantiga stjärnor vid basen. Ormarna har ett litet utskott på ovansidan av nacken, möjligen öron eller horn, vilket kan antyda att de ska föreställa lindormar eller annat mytologiskt väsen.

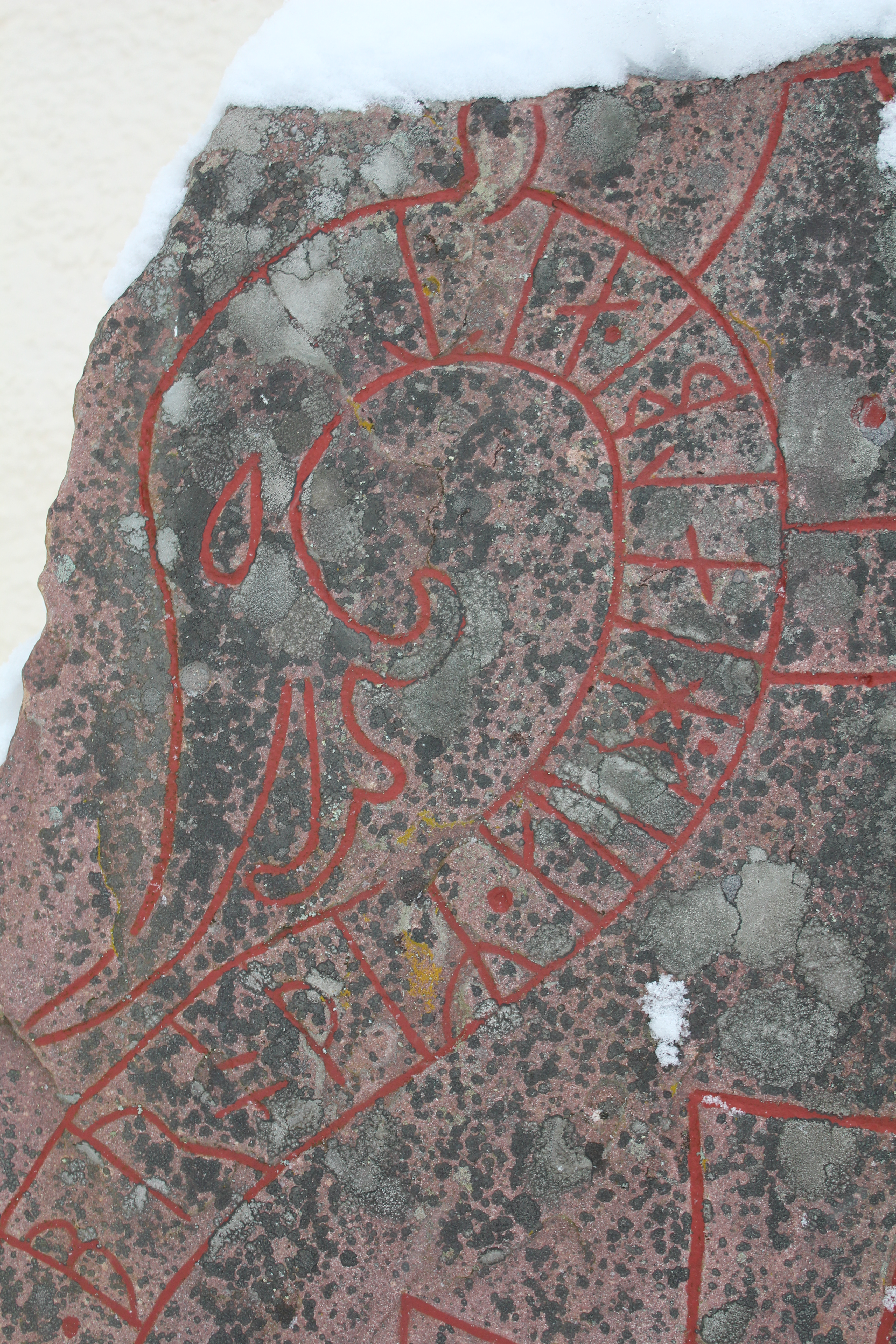
Närbild på vänster orms huvud. Notera utskottet i nacken.
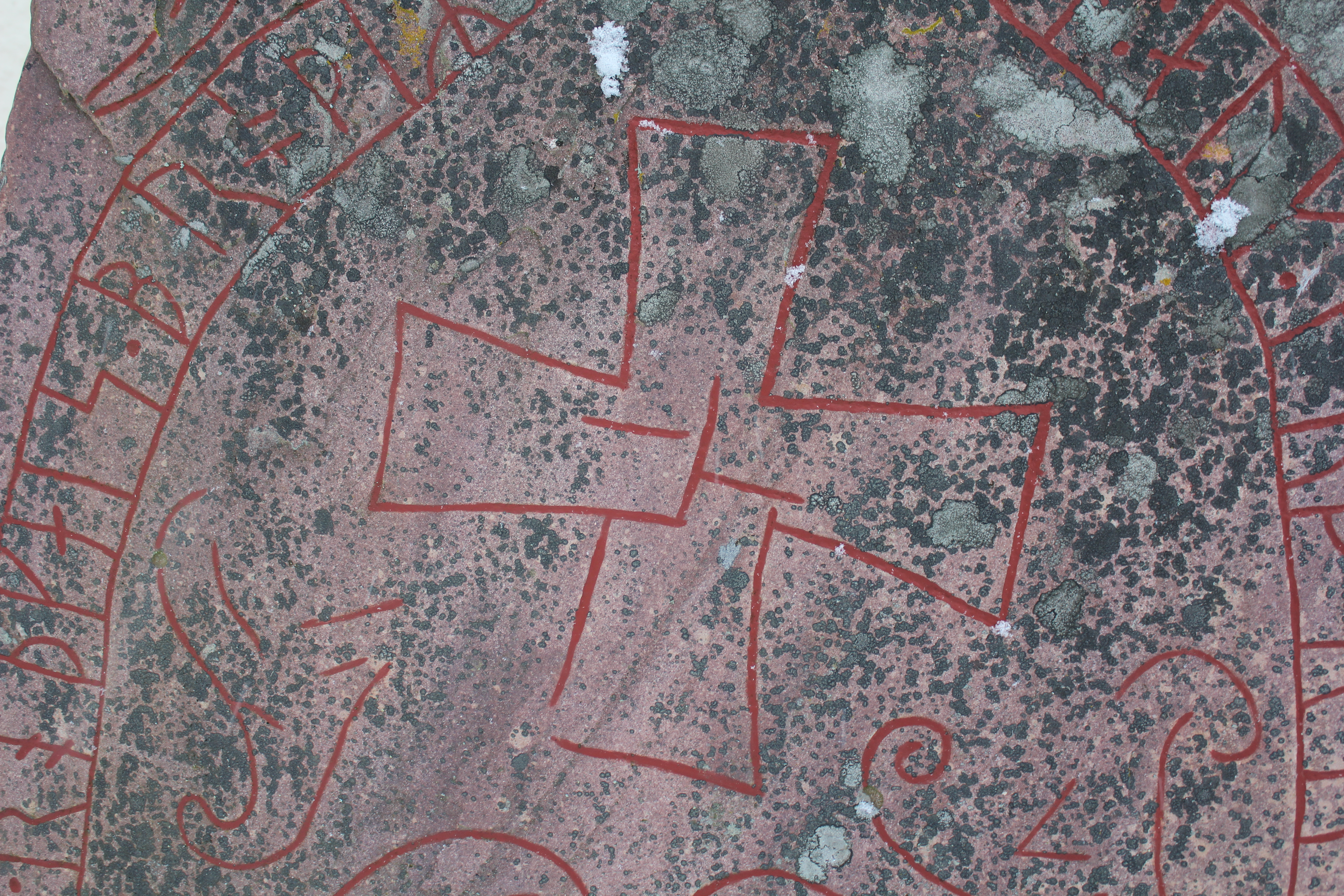
Närbild på det flätade korset.

### Inskrift
Den från runor översatta inskriften följer nedan:  
| Språk              | Högra ormslingan | Vänstra ormslingan |
| ------------------ | --- | --- |
| Runsvenska         | : fraybiarn : auk : kuþrun : þau : ritu : stain : at • romunt • sun •                                                        | sin • snialan • haiR • at • marhu • roþkais • broþiR • kuþ • hialbi • antu                                                   |
| Direktöversättning | : Fröbjörn : och : Gudrun : de : ristade : sten : åt • Rodmund • son •                                                       | sin • snialle • här • åt • märke • Rodgers • broder • Gud • hjälpe • anden                                                   |
| Nusvenska          | "Fröbjörn och Gudrun reste denna sten här som minnesmärke efter sin raske son Rodmund, Rodgers broder. Gud hjälpe hans ande. | "Fröbjörn och Gudrun reste denna sten här som minnesmärke efter sin raske son Rodmund, Rodgers broder. Gud hjälpe hans ande. |

| Språk              | Till höger on högra ormslingan | Mellan ormarnas svansar                          |
| ------------------ | ------------------------------ | ------------------------------------------------ |
| Runsvenska         | • ybiR • hiok • runaR          | [iRma : k.][källa behövs] (synliga runor: i aRi) |
| Direktöversättning | • Öpir • högg • runor          | ?                                                |
| Nusvenska          | Öpir högg runorna              | (som rista kan?)                                 |